# 大学师生监察无良企业行动
大学师生监察无良企业行动（英文名称：Students and Scholars against Corporate Misbehaviour；简称：SACOM）是一家成立于2005年6月的香港民间团体，旨在监督企业的不良行为，针对企业侵犯工人权利、安全健康、福利及尊严等行为开展倡议运动。自成立以来，该组织对多家跨国企业展开调查和抗议行动，通过社会舆论对企业形成压力，以改善中国劳工待遇。

## 主要倡议运动

### 玩具业

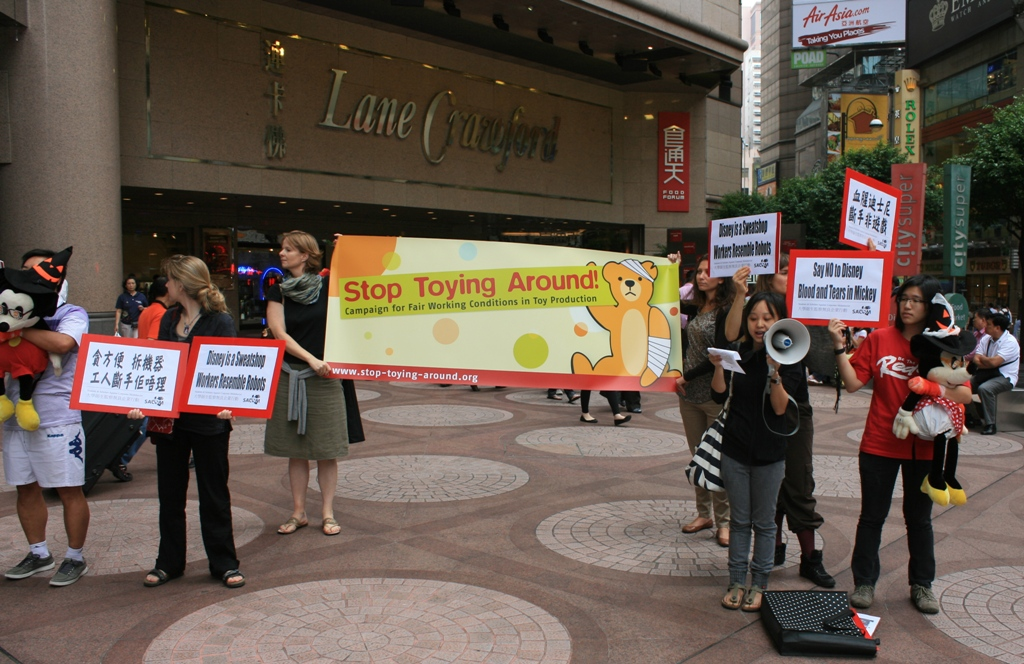
SACOM在2010年10月，抗议迪士尼在血汗工厂生产玩具。

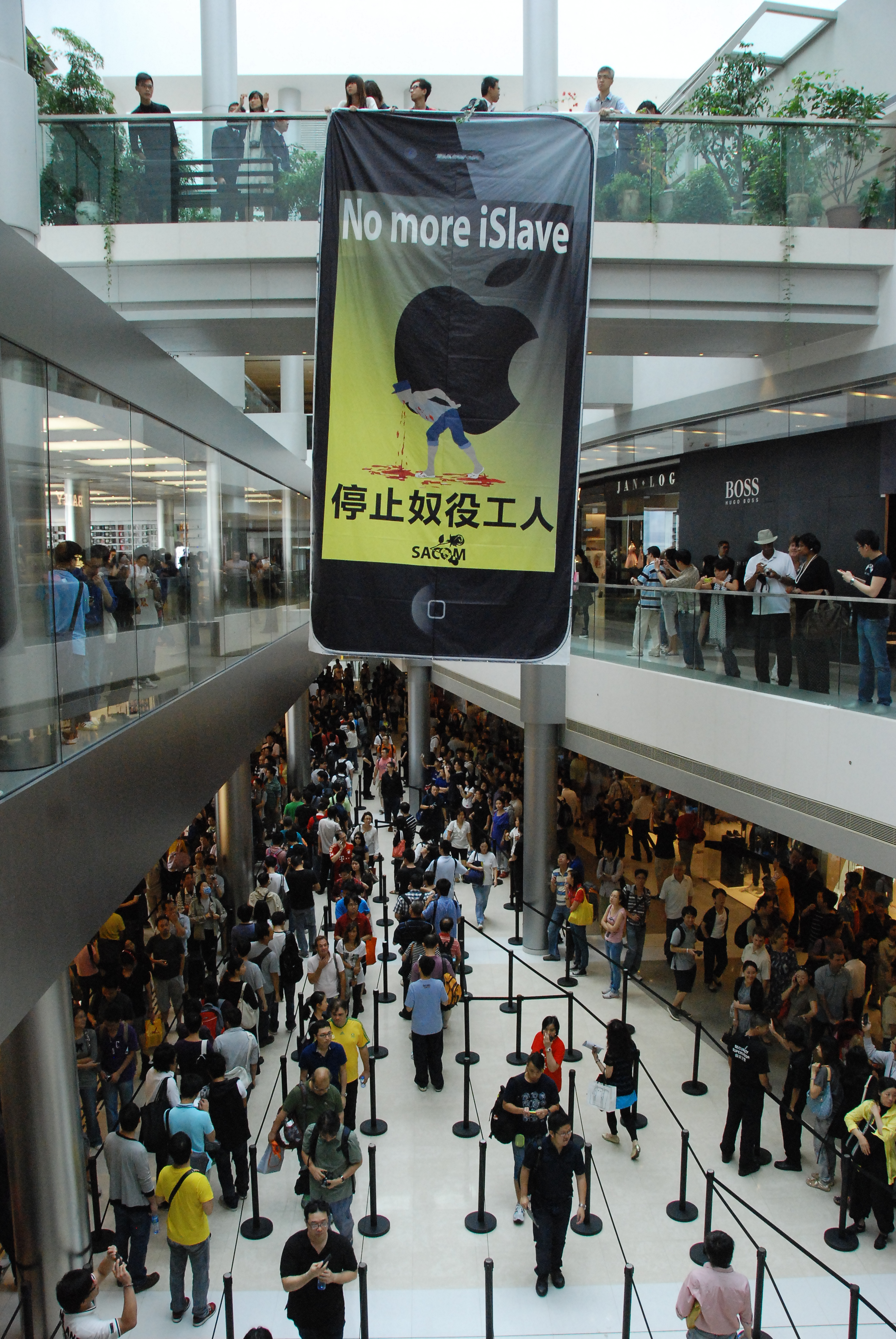
SACOM于香港新开幕的苹果专卖店外，抗议苹果对其代工厂的严重工人剥削视而不见。

2005年8月18日，SACOM发布了对迪士尼代工厂的调查报告《找回米奇良心》，此后又多次提出后续调查报告。
2009年9月，SACOM与“Stop Toying Around”共同发布无血汗玩具声明，指出迪士尼、美泰、沃尔玛等知名品牌玩具代工厂的工人苦况，质疑《国际玩具业协会商业行为守则》（ICTI Care Process）认证的严谨性。之后多份后续报告，指出认证过程欠缺透明度，缺乏公众和公民社会的监管，沦为玩具品牌剥削中国工人的掩饰工具。
2012月1月，SACOM发布了2012伦敦奥运会吉祥物的代工厂调查报告。当中发觉吉祥物文洛克（Wenlock）曼德維爾（Mandeville） （页面存档备份，存于）生产條件苛刻，违反伦敦奥委会（LOCOG）的可持续采购的道德守则 （页面存档备份，存于）。

### 电子业
2010年5月，针对著名电子品牌苹果公司的代工厂富士康连环坠楼自杀事件，与联建科技的集体烷中毒事件，SACOM分别发表报告，要求蘋果為其生產行為守則並無實行而引致工人中毒和自杀的事件負責。之后SACOM于苹果中国各地的代工厂厂房不断进行后续调查，揭露富士康进行军事化管理，将工人“当机器用”。
2011年2月，SACOM与“makeITfair”、“SOMO （页面存档备份，存于）”以及“Finnwatch （页面存档备份，存于）”共同發佈《游戏机和音乐播放器生产在中国》的生产状况调查报告，研究苹果公司、微软、 摩托罗拉、飞利浦 与索尼等品牌的四家代工厂状况。调查发现工人工时超出法定时数，薪金远远低于最低維生工資水平，而且工人未能真正参与法定工会，保障自身权益。

### 港资企业
2005年12月，SACOM发布了对佐丹奴在中国大陆的供应商工厂的调查报告，认为在佐丹奴的代工厂，工人权益受到侵害，佐丹奴有疏于监管之责。
2008年4月，SACOM发布《2008年首季香港上市企业内地血汗工厂报告》，认为玖龙纸业涉嫌违反中国大陆的劳动法规。受访工人称，每次出现工伤事故，同班的其他工人通常会被罚款300元至几千元，同时工伤受害者也可能会被罚，受罚范围视不同部门的处理方法。”
2009年1月，SACOM发布《香港上市企业内地用工状况报告》，指责新世界中国地产存在十大用工问题。新世界中国地产企业传讯部经理林志中认为这些不规范的用工问题都应该由承建商或者分包方承担责任。

## 评价
SACOM调查富士康公司劳工生存状况，在连续跳楼自杀案出现后，深受舆论关注。这些调查报告拓展了人们对富士康的想象，也开始注意到这些非政府組織的存在。